# Khamudi
Khamudy fou un faraó de la dinastia XV no esmentat per Manetó com a darrer faraó (acaba la seva llista amb Apofis), sinó com a Arkhles o Assis o Aseth. El seu nom de tron (Nesut biti) fou Aqenenre ('L'esperit de Ra'). Manetó diu que va regnar 49 anys, però modernament es considera que va tenir un regnat més aviat curt, de 10 a 12 anys (vers 1560 a 1550 aC). Un obelisc prop d'Àvaris correspon a aquest rei.
Fou atacat pel faraó Amosis I (Ahmosis I) de Tebes, amb el qual estava en guerra, durant el seu onzè any de regnat. Els tebans van conquerir Heliòpolis; després d'unes negociacions i com que no s'arribava a un acord de retirada, els tebans van atacar Àvaris i van imposar-se a Taqemt (al sud d'Àvaris) i al llac Zedku (prop també d'Àvaris) assetjant la ciutat, que fou ocupada després de tres atacs i Khamudy es va haver de retirar d'Egipte cap a Canaan, i fou perseguit pels egipcis, que van assolar el territori per evitar la tornada dels hikses; els hikses foren assetjats a Sharuhen, a Canaan (d'altres es van refugiar a Jericó i en altres llocs, on es van fer forts, però els egipcis els van conquerir), i després de tres anys foren aniquilats. La sort del faraó és desconeguda.